# رابرت دی وب
رابرت دی وب (انگلیسی: Robert D. Webb؛ ۸ ژانویهٔ ۱۹۰۳ – ۱۸ آوریل ۱۹۹۰) یک تهیه‌کننده، و کارگردان اهل ایالات متحده آمریکا بود.

## فیلم‌شناسی
- Corsair (1931) - دستیار کارگردان
- The Country Doctor (1936) - دستیار کارگردان
- Sins of Man (1936) - دستیار کارگردان
- Ramona (1936) - دستیار کارگردان
- لویدز لندن (۱۹۳۶) - دستیار کارگردان
- هفتمین بهشت (۱۹۳۷) - دستیار کارگردان
- گروه رگتایم الکساندر (۱۹۳۸) - دستیار کارگردان
- در شیکاگوی قدیم (۱۹۳۸) (دستیار کارگردان) (برنده جایزه اسکار بهترین دستیار کارگردان)[۱]
- Just Around the Corner (1938) - دستیار کارگردان
- جسی جیمز (۱۹۳۹) - دستیار کارگردان
- استنلی و لیوینگستون (۱۹۳۹) - دستیار کارگردان
- Little Old New York (1940) - دستیار کارگردان
- مریلند (۱۹۴۰) - دستیار کارگردان
- Chad Hanna (1940) - دستیار کارگردان
- خون و شن (۱۹۴۱) - دستیار کارگردان
- A Yank in the RAF (1941) - دستیار کارگردان
- Ten Gentlemen from West Point (1942) - second unit director
- قوی سیاه (1942) - location director
- No Exceptions (1943) (short) - کارگردان
- آوای برنادت (1943) - unit manager
- The Caribbean Mystery (1945) - کارگردان
- عنکبوت (۱۹۴۵) - کارگردان
- Margie (1946) - production manager
- The Captain from Castile (1947) - second unit director
- پرنس روباهان (1949) - second unit director
- American Guerilla in the Philippines (1950) - second unit director, production manager
- غواص (1951) - second unit director
- داوود و بث‌شبع (1951) - second unit director
- The Desert Fox: The Story of Rommel (1951) - second unit director
- Red Skies of Montana (1951) - second unit director
- Lydia Bailey (1952) - second unit director
- Lure of the Wilderness (1952) - second unit director, associate producer
- Way of a Gaucho (1952) - کارگردان of some scenes
- The Glory Brigade (1953) - کارگردان
- Beneath the 12-Mile Reef (1953) - کارگردان
- Seven Cities of Gold (1955) - کارگردان، تهیه‌کننده
- White Feather (1955) - کارگردان
- The Proud Ones (1956) - کارگردان
- On the Threshold of Space (1956) - کارگردان
- به‌ملاطفت دوستم بدار (۱۹۵۶) - کارگردان
- The Way to the Gold (1957) - کارگردان
- Rawhide (1959) - episode "Incident at Dangerfield Dip" - کارگردان
- Guns of the Timberland (1960) - کارگردان[۲]
- Pirates of Tortuga (1961) - کارگردان
- Seven Women from Hell (1961) - کارگردان
- A Gathering of Eagles (1962) - second unit director
- کاپیتان نیومن ام.دی. (1963) - second unit director
- Temple Houston (1964) episode "The Guardian" - کارگردان
- رنج و سرمستی (1965) - second unit director
- Daniel Boone (1965) episode "The Prophet" - کارگردان
- Assault on a Queen (1966) - second unit director
- The Jackals (1967) - کارگردان
- The Cape Town Affair (1967) - کارگردان، تهیه‌کننده
- A Little of What You Fancy (1968) (documentary) - کارگردان
- Dancing Shoes (1969) (documentary, short) - کارگردان